# Elatostema bulbothrix
Elatostema bulbothrix är en nässelväxtart som beskrevs av Otto Stapf. Elatostema bulbothrix ingår i släktet Elatostema och familjen nässelväxter. Inga underarter finns listade i Catalogue of Life.